# Валенсуэла, Хуан Карлос
Хуан Карлос Валенсуэла (исп. Juan Carlos Valenzuela Hernández; родился 15 мая 1984 года в Гуаймасе, Мексика) — мексиканский футболист, защитник. Выступал за сборную Мексики.

## Клубная карьера
Валенсуэла — выпускник футбольной академии клуба «Атлас». В возрасте 18 лет он был включен в заявку команды на сезон 2003/04 года тренером команды Фернандо Кирарте. 19 апреля 2003 года в матче против «Эстудиантес Текос» Хуан Карлос дебютировал в чемпионате Мексики. Место в основном составе он отвоевал только в следующем сезоне. 5 ноября 2005 года в поединке против «Гвадалахары», Валенсуэла забил свой первый гол за клуб. За «Атлас» он отыграл 5 сезонов и принял участие в 107 матчах, забив 3 гола.
В январе 2008 года Валенсуэла перешёл в «Эстудиантес Текос». Сумма трансфера составила 1,4 евро. 17 августа в матче против «Монтеррея», Хуан Карлос забил свой первый мяч за «Текос».
В конце 2008 года Валенсуэла перешёл в столичную «Америку». 27 января 2009 года в матче против «Толуки» он сыграл свой дебютный матч за новый клуб. 19 февраля во встрече против своего бывшего клуба, «Атлас» Хуан Карлос забил свой первый мяч за новую команду.
В 2015 году Валенсуэла вернулся в «Атлас». Спустя он год стал игроком «Тихуаны». 9 января 2016 года в матче против «Пачуки» Хуан дебютировал за новую команду. 28 января в поединке против «Крус Асуль» Хуан забил свой первый гол за «Тихуану».

## Международная карьера
24 сентября 2008 года в товарищеском матче против сборной Чили Валенсуэла дебютировал в сборной Мексики.
В 2009 году Хуан в составе национальной команды выиграл Золотой Кубок КОНКАКАФ. На турнире он провёл два матча против сборных Коста-Рики и в финале против США.
Валенсуэла активно привлекался к товарищеским матчам в преддверии чемпионата мира в ЮАР, но в окончательную заявку так и не попал.
В 2013 году Хуан во второй раз принял участие в Золотом кубке КОНКАКАФ. На турнире он сыграл в матчах против команд Мартиники, Тринидада и Тобаго, Канады и дважды сборных Панамы.
4 июня 2015 года в матче против сборной Перу Хуан забил свой первый гол за национальную команду.
Летом 2015 года Валенсуэла в третий раз принял участие Кубке Америки в Чили. На турнире он сыграл в матчах против Чили и Эквадора.

### Голы за сборную Мексики
| #   | Дата        | Место                            | Противник | Результат | Счёт | Соревнование      |
| --- | ----------- | -------------------------------- | --------- | --------- | ---- | ----------------- |
| 01. | 4 июня 2015 | Национальный стадион, Лима, Перу | Перу      | 1:1       | 1:1  | Товарищеский матч |

## Достижения
Командные
 «Америка»
- Чемпионат Мексики по футболу — Клаусура 2013

Международные
 Мексика
- Золотой кубок КОНКАКАФ — 2009